# Bab Berred
Bab Berred (en arabe : باب برد) (en amazighe ⴱⴰⴱ ⴱⵔⵔⴷ) est une ville du Maroc, dominé par le mont Tiziran, 2 106 m d'altitude. Elle est située dans la région de Tanger-Tétouan-Al Hoceïma. Le centre administratif où se déroule le souk hebdomadaire chaque lundi dispose d'un dispensaire où le médecin est présent à l'heure. Bab Berred est réputée pour la culture du cannabis. La ville accueille des centaines de fellah surtout au mois d'avril lorsque débute la plantation du cannabis. 
C'est dans le village avoisinant de Ighran (es), dans la commune rurale de Tamorot (en) qu'a chuté le petit Rayan Oram (en) en février 2022.

### Sources
- (en) Bab Berred sur le site de Falling Rain Genomics, Inc.